# Доротея Датская (герцогиня Мекленбурга)
Доротея Датская (1528 — 11 ноября 1575) — датская принцесса, в браке герцогиня Мекленбургская. Доротея была дочерью короля Дании Фредерика I и Софии Померанской. В 1573 году она вышла замуж за Кристофа Мекленбургского.
Доротея воспитывалась бабушкой и дедушкой по материнской линии в Померании, но всю свою взрослую жизнь провела при королевском дворе Дании и со своей матерью в Киле. Она в свите своей племянницы Анны Датской на её свадьбе в 1548 году в Саксонии, но обычно вела уединённый образ жизни. Она умерла через два года после того, как вышла замуж. Её сестра Елизавета Датская установила памятник на её могиле.